# 里特索芬
里特索芬（法語：Rittershoffen，发音：[ʁitəʁsofən]）是法国下莱茵省的一个市镇，属于阿格诺-维桑堡区和维桑堡县（Wissembourg）。该市镇总面积12.13平方公里，2009年时的人口为903人。

## 人口
里特索芬人口变化图示